# Alda Merini
Alda Merini, italijanska pesnica in pisateljica, * 21. marec 1931, Milano, † 1. november 2009, Milano.

## Življenje in delo

### Otroštvo
Alda Giuseppina Angela Merini se je rodila 21. marca 1931 v Milanu, očetu Nemu ter materi Emiliji. Bila je drugorojena hči, imela je starejšo sestro Ano ter mlajšega brata Ezia. Družina je bila revna, saj je oče delal kot uradnik v zavarovalnici, mati pa je bila gospodinja.

### Začetek ustvarjanja
Osnovno šolo je zaključila z zelo visokimi ocenami, na licej pa ni bila sprejeta, ker ji sprejemnega izpita iz italijanščine ni uspelo opraviti. V tem obdobju se je posvetila svojemu najljubšemu glasbenemu inštrumentu, klavirju. Z nastopi je začela že pri zgodnjih petnajstih letih, pod mentorstvom Giacinta Spagnolettija.

### Odraslost
Leta 1947 so jo prvič internirali za en mesec v psihiatrični bolnišnici. Po tem ko je zapustila bolnišnico, so začele izhajati njene prve pesmi. 9. avgusta 1953 se je poročila z Ettorejem Carnitijem, lastnikom nekaj pekarn v Milanu, isto leto se jima je rodila prva hči, Emanuela. Zdravniku, ki je skrbel za Emanuelo, je posvetila zbirko Tu sei Pietro, ki jo je objavila leta 1962. Po izidu zbirke so jo spet internirali v psihiatrično bolnišnico, v kateri so jo zadržali do leta 1972, z nekaj vmesnimi vrnitvami k družini, med katerimi je donosila še tri hčere. Po tem so sledila izmenična obdobja zdravja in bolezni, ki jih je moč pripisati bipolarni motnji.
Leta 1979 se je ponovno posvetila pisanju, leta 1984 je izdala zbirko štiridesetih poezij La Terra Santa, ki govori o psihiatriji in jo primerja s Sveto deželo. Zbirka je bila dobro sprejeta pri kritikih.
7. julija 1983 ji je umrl mož Ettore, Alda pa je vzpostavila stik s pesnikom Micheletom Pierrijem in oktobra isto leto sta se poročila. Preselila sta se v Taranto, kjer je Alda naprej ustvarjala v moževi oskrbi, ki je bil zdravnik. Leta 1986 je morala znova na psihiatrijo, po izpustu pa se je vrnila v Milano. Svojo liriko je posvečala zdravnikom in prijateljem ter pisala o svojih izkušnjah.
Pozna osemdeseta in devetdeseta leta so bila njeno najbolj plodno poetično obdobje, izdala je mnogo zbirk in osvojila razne italijanske literarne nagrade.
V novem tisočletju so njena dela interpretirali razni glasbeniki, o njenem življenju se je začelo govoriti tudi v ostalih medijih. Leta 2004 je imela znova zdravstvene težave, vendar je imelu tokrat veliko podpore spletnih oboževalcev. Kmalu se je vrnila domov in aktivno nadaljevala z ustvarjanjem. Leta 2009 je o pisateljici nastal dokumentarec, ki pa nikoli ni dosegel (komercialnega) trga.
Umrla je 1. novembra 2009 zaradi sarkoma (kostnega raka).